# Oscar Doublet
Pour les articles homonymes, voir Doublet.
Édouard Oscar Doublet (Jemappes, 20 mai 1874 - Quaregnon, 16 juillet 1934), est un homme politique wallon du Parti Ouvrier Belge.

## Biographie
Militant socialiste, Oscar Doublet préside les JGS du Borinage dans les années qui précédent la première guerre mondiale.
Élu conseiller communal de Quaregnon en 1907, Oscar Doublet devient échevin de l’instruction en 1912. En 1924 il succède à Jules Piérard comme bourgmestre et le demeure jusqu’à son décès le 16 juillet 1934. Georges Plumat prendra sa succession à la tête de la commune.
Oscar Doublet fut élu sénateur de la circonscription de Mons-Soignies à la suite des élections législatives du 27 novembre 1932, son mandat sera achevé par Alexandre Spreutel.